# Croix de chemin de Saint-Thomas-Didyme
La croix de chemin de Saint-Thomas-Didyme est une croix de chemin érigée en 1929 sur le 2e Rang à Saint-Thomas-Didyme au Québec (Canada). Il s'agit l'un des beaux exemples de croix aux instruments de la Passion de la région du Saguenay–Lac-Saint-Jean. Elle a été citée comme immeuble patrimonial en 1988 par la municipalité de Saint-Thomas-Didyme.

## Histoire
La croix du premier rang a été sculptée en 1929 par Adrien Caouette, à proximité de la résidence de son père, Joseph Caouette. Joseph Caouette est originaire du comté de L'Islet et est arrivé à Saint-Thomas-Didyme en 1922. La famille Caouette demeure à Saint-Thomas-Didyme jusqu'en 1960. En 1960, Alain Bernier, le nouveau propriétaire de la terre, déplace la croix devant sa résidence.
La croix est citée immeuble patrimonial le 5 décembre 1988 par la municipalité de Saint-Thomas-Didyme. En 2006, elle est restaurée bénévolement par Maurice Bernier et Éloi Forget.